# Ishaq Ibn Imran
Ishaq Ibn Imran (arabe : اسحاق ابن عمران) est un médecin, originaire de Samarra (Irak), qui exerce à Bagdad puis à Kairouan entre la fin du IXe siècle et le début du Xe siècle.

## Biographie
Bien qu'il n'existe que peu d'informations sur sa vie, il est admis qu'Ishaq Ibn Imran est originaire de Samarra, qu'il exerce un temps à Bagdad puis, sur demande de l'émir des Aghlabides Ibrahim II, à Kairouan (capitale de l'Ifriqiya), ville de l'actuelle Tunisie. Il est également le médecin de l'émir suivant, Ziyadat Allah III qui finit par ordonner sa mise à mort.

### Médecin de l'émir
Ishaq Ibn Imran est relativement âgé lorsqu'il entre au service d'Ibrahim II. Bénéficiant probablement d'une solide réputation à Bagdad,, il est contacté par l'émir Ibrahim II qui lui écrit en lui promettant qu'il serait libre de partir quand il veut, lui fait parvenir une monture et de quoi subvenir à ses dépenses liées au voyage depuis Bagdad afin qu'il devienne son médecin.
Après la mort d'Ibrahim II, il entre au service de Ziadet Allah III.
Fondateur de l'École médicale de Kairouan, il a comme élève Isaac Israeli ben Salomon (avec qui il est parfois confondu)
L'émir s'adjoint aussi un autre médecin venant d'Espagne, qui est régulièrement en désaccord avec les recommandations d'Ibn Imran.
Il est finalement disgracié par l'émir.

### Disgrâce
Les hypothèses et légendes entourant les conditions de la disgrâce d'Ishaq Ibn Imran sont rapportées par Ahmed Ben Miled. L'auteur suppose qu'Ishaq Ibn Imran, surnommé le « médecin d'une heure » (probablement parce qu'il savait préparer un poison conduisant à une mort rapide), aurait refusé une demande de l'émir qui l'aurait alors renvoyé.
Sans revenu, il décide de proposer ses services aux habitants de la ville mais l'émir finit par ordonner sa mise à mort.

## Travaux
Sur les treize ouvrages qui lui sont attribués (dont un seul nous est parvenu), certains sont cités par Ibn Abi Usaybi'a dont :
- (ar) نزهة النفس
- (ar) داء الماليخوليا
- (ar) كتاب في الفصد
- (ar) كتاب في النبض
- (ar) كتاب الأدوية المفردة
- (ar) كتاب العنصر والتمام في الطب
- (ar) مقالة في الاستسقاء
- (ar) كتاب في الشراب
- (ar) كتاب في بياض المني
- (ar) كتاب في القولنج

### Traité des médicaments simples
Son Traité des médicaments simples est de nombreuses fois cité par plusieurs auteurs dont Rhazès et Ibn al-Baytar,.

### Traité sur la mélancolie
Le seul ouvrage encore disponible est son Traité sur la mélancolie (composé de 22 feuillets). Constantin l'Africain le traduit sous le titre De melancholia sans préciser le nom de l'auteur original.
Au Xe siècle, époque où Ishaq Ibn Imran rédige probablement son Traité sur la mélancolie (arabe : مقالة في الماليخوليا soit Maqālah fī l-mālīkhūliyā), la théorie des humeurs est encore admise.
Dans cette théorie, un excès de bile noire (ou de mélancolie), l'une des quatre humeurs, entraîne la mélancolie. Bien avant lui, de nombreux médecins et penseurs grecs s'y sont intéressés et Hippocrate en donne la définition suivante : « Si la peur ou le chagrin dure longtemps, c'est un état mélancolique. »
Ishaq Ibn Imran a connaissance des travaux de ses prédécesseurs (ce que son Traité prouve) et, bien qu'il s'inspire notamment de Rufus d'Éphèse, il estime que les connaissances sur la mélancolie sont insuffisantes et commence son Traité en le soulignant :

« L'étude de ce mal et de ses causes était dans un tel état de négligence de la part des Anciens, en particulier chez Galien, qui ne lui consacre aucun ouvrage spécial, se contentant d'en parler incidemment dans ses écrits, nous avons jugé nécessaire de composer un traité sur cette affection, sur ses formes et sur son traitement, en utilisant un discours précis, riche, exempt de longueurs et de redondances. »

Son Traité se compose de deux parties. Dans la première, il expose les différentes caractéristiques de la maladie, ses symptômes, l'étiologie, la pathogénie et, dans la deuxième, donne des indications thérapeutiques.
Ishaq Ibn Iram est dans la même lignée qu'Hippocrate (la mélancolie comme excès de bile noire), mais il va plus loin en indiquant la possibilité de causes purement psychiques,. Il indique que la « mélancolie affecte l'âme par la peur et la tristesse — la pire chose qui puisse lui arriver. La tristesse est définie par la perte de ce que l'on aime ; la peur est l'attente du malheur » et ajoute que les « peurs et doutes qui saisissent son âme engendrent panique et frayeur ».
La mélancolie se manifesterait alors de diverses manières : états dépressifs, hallucinations, phases de délires ou encore phobies.

« Oui, leurs sens leur font percevoir des choses en elles-mêmes inexistantes, illusions peut-être. Tels d'entre eux croient apercevoir des formes qui ne veulent plus rien dire, hideuses, noires et sans contour. Illusions, presque pas, déjà perte de la vision mentale ; des objets qui se découpent, n'ont plus aucune énergie, plus aucune forme, plus aucune signifiance, plus aucune brillance. Tel autre s'imagine qu'il n'a plus de tête. »

Il affirme aussi que mélancolie et activité intellectuelle peuvent se stimuler mutuellement. Cette opinion jouera un rôle important pendant la Renaissance européenne, en s'associant à la notion astrologique de « tempérament saturnien ».
Parmi les causes possibles de mélancolie, « aucune influence n'est accordée aux causes surnaturelles, non plus qu'aux démons et aux djinns », Ishaq Ibn Imran, musulman, étant probablement influencé par sa foi. Quand il s'inspire de Rufus d'Éphèse — à qui il emprunte certaines remarques dont une concernant le cas d'une personne qui, de peur que le ciel ne s'effondre, ne voulait plus marcher dessous —, il écrit « À force de tenir le ciel à la main, Dieu finira par se fatiguer et le lâcher sur l'univers et tout périra ».
Toutefois, alors que chez Rufus il aurait été question d'Atlas, pour Ishaq Ibn Imran « c'est tout à fait différent : il s'agit presque d'une impossibilité logique, Dieu est parfait et pourtant il pourrait laisser tomber le monde. Il y a et c'est bien évidemment le fait de l'islam, une imposition symbolique autre, à savoir qu'avec ce dieu et bien, il y a de « l'Un » et que le mélancolique n'est pas quelqu'un qui est lâché par un dieu parmi d'autres, mais quelqu'un qui pourrait être nié, même, par son créateur. »
Les causes possibles avancées par Ishaq Ibn Imran sont, par exemple, d'ordre héréditaire ou environnemental'.
La dernière partie, qui fait plus de la moitié du Traité, est dédiée aux traitements. À cette époque, il est encore admis que la bile noire serait la cause de la mélancolie, les indications thérapeutiques ont donc pour but d'expulser cet excès de bile noire. Mais l'auteur y donne aussi « toutes les grandes lignes de l'éventail thérapeutique du trouble bipolaire : soutien, correction cognitive, physiothérapie, soins hygiéno-diététiques et médicamenteux. »